# John Austin (baloncestista)
John W. "Johnny" Austin (Washington D. C., 31 de agosto de 1944) es un exjugador de baloncesto estadounidense que disputó una temporada en la NBA, una más en la ABA y el resto de su carrera en la EBA. Con 1,83 metros de estatura, jugaba en la posición de base.

## Trayectoria deportiva

### Universidad
Jugó durante tres temporadas con los Eagles del Boston College, en las que promedió 27,1 puntos y 4,4 rebotes por partido. Se convirtió en la primera adquisición de Bob Cousy tras su llegada al banquillo de los Eagles como entrenador. Hoy en día todavía conserva los récords de anotación en una temporada, con los 29,2 puntos por partido que consiguió en 1964, el de anotación en una carrera y el de más puntos en un partido, con los 49 que consiguió ante Georgetown. En 1965 fue incluido en el tercer equipo All-American.

### Profesional
Fue elegido en la trigésimo octava posición del Draft de la NBA de 1966 por Boston Celtics, pero fue descartado, fichando poco después como agente libre por los Baltimore Bullets. Pero en los Bullets sólo llegó a disputar 4 partidos, en los que promedió 5,8 puntos y 1,8 rebotes.
Tras ser despedido, jugó el resto de la temporada en la EBA, hasta que en 1967 fue reclamado por los New Jersey Americans de la ABA, donde jugó una temporada en la que promedió 7,7 puntos y 1,6 rebotes por partido. Volvería posteriormente a la EBA, donde acabaría su carrera profesional.

## Estadísticas de su carrera en la NBA y la ABA

### Temporada regular
| Temporada | Edad | Equipo               | Liga  | P  | TIT | MIN  | TC  | TCA | %TC  | 3P  | 3PA | %3P  | TL  | TLA | %TL  | R.OF. | R.DEF. | REB | ASIS | ROB | TAP | PER | FP  | PTS |
| 1966-67   | 22   | Baltimore Bullets    | NBA   | 4  |     | 15.3 | 1.3 | 5.5 | .227 |     |     |      | 3.3 | 4.0 | .813 |       |        | 1.8 | 1.0  |     |     |     | 3.0 | 5.8 |
| 1967-68   | 23   | New Jersey Americans | ABA   | 41 |     | 16.9 | 2.6 | 6.8 | .387 | 0.0 | 0.3 | .000 | 2.5 | 3.4 | .721 |       |        | 1.6 | 1.4  |     |     | 1.4 | 2.7 | 7.7 |
| Total     |      |                      | TOTAL | 45 |     | 16.7 | 2.5 | 6.7 | .375 | 0.0 | 0.3 | .000 | 2.5 | 3.5 | .731 |       |        | 1.6 | 1.4  |     |     | 1.4 | 2.7 | 7.6 |
|           |      |                      | ABA   | 41 |     | 16.9 | 2.6 | 6.8 | .387 | 0.0 | 0.3 | .000 | 2.5 | 3.4 | .721 |       |        | 1.6 | 1.4  |     |     | 1.4 | 2.7 | 7.7 |
|           |      |                      | NBA   | 4  |     | 15.3 | 1.3 | 5.5 | .227 |     |     |      | 3.3 | 4.0 | .813 |       |        | 1.8 | 1.0  |     |     |     | 3.0 | 5.8 |